# Бюрместер, Зико
Зико Бюрместер (нидерл. Zico Buurmeester; род. 7 июня 2002, Эгмонд-ан-ден-Хуф, Северная Голландия) — нидерландский футболист, полузащитник клуба АЗ.

## Клубная карьера
Бюрместер — воспитанник клубов «Зевогелс» и АЗ. В январе 2020 года подписал первый профессиональный контракт с АЗ до середины 2022 года. 19 октября 2020 года в матче против «Волендама» он дебютировал в Эрстедивизи за дублёров АЗ. В начале 2021 года Зико был включён в заявку основной команды. 5 декабря 2021 года матче против роттердамской «Спарты» он дебютировал в Эредивизи, выйдя на замену вместо Фредрика Мидтшё на 90-й минуте. 17 июля 2023 года продлил контракт с АЗ до середины 2026 года.
18 июля 2023 года перешёл на правах аренды в ПЕК Зволле. В клубе дебютировал 12 августа в домашнем матче чемпионата против «Спарты», выйдя в стартовом составе. 1 ноября провёл дебютную игру в Кубке Нидерландов против амстердамского АФК. Всего провёл в чемпионате 17 матчей.

## Статистика выступлений
| Клуб             | Сезон            | Лига | Лига | Кубок | Кубок | Европейские кубки | Европейские кубки | Прочие | Прочие | Итого | Итого |
| Клуб             | Сезон            | Игры | Голы | Игры  | Голы  | Игры              | Голы              | Игры   | Голы   | Игры  | Голы  |
| ---------------- | ---------------- | ---- | ---- | ----- | ----- | ----------------- | ----------------- | ------ | ------ | ----- | ----- |
| Йонг АЗ          | 2020/21          | 20   | 0    | —     | —     | —                 | —                 | —      | —      | 20    | 0     |
| Йонг АЗ          | 2021/22          | 34   | 8    | —     | —     | —                 | —                 | —      | —      | 34    | 8     |
| Йонг АЗ          | 2022/23          | 27   | 4    | —     | —     | —                 | —                 | —      | —      | 27    | 4     |
| Йонг АЗ          | 2024/25          | 3    | 1    | —     | —     | —                 | —                 | —      | —      | 3     | 1     |
| Йонг АЗ          | Итого            | 84   | 13   | —     | —     | —                 | —                 | —      | —      | 84    | 13    |
| АЗ               | 2021/22          | 2    | 0    | 0     | 0     | —                 | —                 | —      | —      | 2     | 0     |
| АЗ               | 2022/23          | 7    | 1    | 0     | 0     | —                 | —                 | —      | —      | 7     | 1     |
| АЗ               | 2024/25          | 27   | 4    | 4     | 0     | 10                | 0                 | 1      | 0      | 42    | 4     |
| АЗ               | Итого            | 36   | 5    | 4     | 0     | 10                | 0                 | 1      | 0      | 50    | 5     |
| → ПЕК Зволле     | 2023/24          | 17   | 0    | 1     | 0     | —                 | —                 | —      | —      | 18    | 0     |
| → ПЕК Зволле     | Итого            | 17   | 0    | 1     | 0     | —                 | —                 | —      | —      | 18    | 0     |
| Всего за карьеру | Всего за карьеру | 137  | 18   | 5     | 0     | 10                | 0                 | 1      | 0      | 153   | 18    |